# ثيودور فريند
ثيودور فريند (بالإنجليزية: Theodore Friend)‏‏ (27 أغسطس 1931 في بيتسبرغ - 4 نوفمبر 2020) مؤرخ، وروائي، ومدرس من الولايات المتحدة.

## الجوائز
- زمالة غوغنهايم
- جائزة بانكروفت